# Nana de la Quilla
La Galàxia Nana de la Quilla és una galàxia satèl·lit de la Via Làctia que forma part del Grup Local. S'hi troba a la constel·lació austral de la Quilla, a 330.000 anys llum de la Terra. Amb un diàmetre d'aproximadament 2000 anys llum, és una galàxia nana esferoidal molt tènue de magnitud visual 11,3.
La Galàxia Nana de la Quilla sembla que ha tingut tres episodis diferents de formació estel·lar, fa 15.000, 7.000 i 3.000 milions d'anys. Més de la meitat dels estels van nàixer en l'episodi intermedi, fa 7.000 milions d'anys. Només un 10-20 % dels estels es van formar en la primera època, i la galàxia va romandre inactiva durant prop de 4000 milions d'anys.
Va ser descoberta el 1977 per mitjà de l'UK Schmidt Telescope.